# Delia Smith
Delia Ann Smith (née le 18 juin 1941) est une cuisinière et présentatrice de télévision anglaise, connue pour enseigner les compétences de base en cuisine dans un style très simple,. Elle est également célèbre pour son rôle d'actionnaire majoritaire conjoint au Norwich City FC avec son mari, Michael Wynn-Jones (en). 
En 2012, Smith figure parmi les icônes culturelles britanniques sélectionnées par l'artiste Peter Blake pour apparaître dans une nouvelle version de son œuvre la plus célèbre, la couverture d'album du Sgt. Pepper's Lonely Hearts Club Band, visant à célébrer les personnalités culturelles britanniques des six décennies précédentes.

## Enfance et éducation
Née de Harold Bartlett Smith (1920–1999), un opérateur radio de la RAF, et de la Galloise Etty Jones Lewis (née en 1919), à Woking, Smith fréquente la Bexleyheath School, arrêtant les cours à seize ans sans aucune qualification. Son premier emploi est celui de coiffeuse ; elle travaille également comme vendeuse et dans une agence de voyages. 

## Carrière culinaire
Son livre de 1995, Delia Smith's The Winter Collection, se vend à 2 millions d'exemplaires papier, devenant ainsi le cinquième livre le plus vendu des années 1990.  
En 2005, Smith annonce qu'elle soutiendra le Parti travailliste lors des élections suivantes. 
En 2010, elle joue dans une série de cinq épisodes, Delia through the Decades, chaque épisode explorant une nouvelle décennie de sa cuisine.  
En mars 2010, Smith et Heston Blumenthal jouent dans une série de 40 publicités à la télévision britannique pour la chaîne de supermarchés Waitrose.  
En février 2013, elle annonce arrêter la télévision et se concentrer sur l'offre de ses recettes en ligne.  

## L'effet Delia
La série télévisée de Smith, Delia's How to Cook, aurait entraîné une augmentation de 10 % des ventes d'œufs en Grande-Bretagne et son utilisation d'ingrédients comme la purée congelée, le bœuf haché et les oignons en conserve, ou des ustensiles tels qu'une poêle à omelettes, causerait une rupture de stock en moins de vingt-quatre heures dans le pays. Ce phénomène, surnommé « l'effet Delia », est observé en dernier en 2008, après la publication de son livre How to Cheat at Cooking. "L'effet Delia" fait désormais référence au gain de notoriété rapide d'un produit à la suite d'une recommandation de célébrité.  

## Carrière de femme d'affaires

### Maison d'édition
De 1993 à 1998, Smith est consultante pour Sainsbury's. En mai 1993, elle et son mari lancent New Crane Publishing, éditeur du magazine de la chaîne et de plusieurs livres de Smith au nom de BBC Worldwide. Bien que Smith et Wynn-Jones aient vendu New Crane Publishing en 2005, Smith reste consultante pour Seven Publishing, qui publie maintenant le magazine. 

### Football

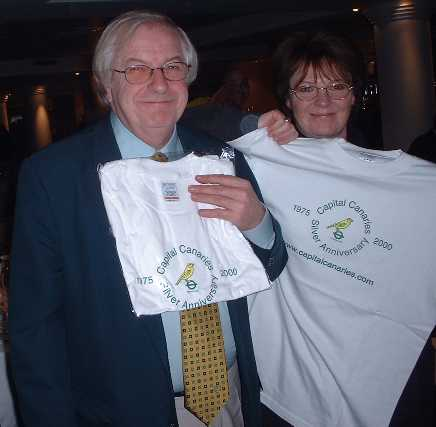
Delia Smith et son mari Michael Wynn-Jones au 25e anniversaire du club des supporters des Capital Canaries, 2000.

En février 2005, Smith attire l'attention lors de la mi-temps d'un match à domicile contre Manchester City. Pour rallier la foule, Smith attrape le microphone de l'annonceur du club sur le terrain pour soutenir son équipe, qui perd le match 3-2. Smith nie avoir été ivre pendant le discours.  
En août 2011, Smith annonce qu'en prévision de son 70e anniversaire, elle quitte son poste de traiteuse du terrain de football de Carrow Road.

## Prix et distinctions
Déjà officier de l'Ordre de l'Empire britannique (OBE), Smith a été faite Commandeur de l'Ordre de l'Empire britannique (CBE) en 2009, "en reconnaissance de [...sa] contribution à la télévision culinaire et à la rédaction de recettes".  
Elle est nommée membre de l'Ordre des Compagnons d'honneur (CH) en 2017 pour services rendus à la cuisine.

## Religion
En 2012, Smith, convertie du méthodisme au catholicisme, critique l'athéisme, affirmant que « les néo-athées et les laïcs militants se cassent le c... pour nous (les croyants) faire disparaître des radars et essayer de nous convaincre que nous existons à peine ».

### Livres de cuisine
- Comment tricher à la cuisine (1971)
- Tarif famille (1973)
- Recettes de Country Inns and Restaurants (1973)
- Le livre de cuisine du soir (1974)
- Recettes de pays de Look East (1975)
- Plus de recettes de pays: une deuxième collection de Look East (1976)
- Frugal Food (1976) (réédité en octobre 2008)
- Gâteaux, gâteaux et steaks (1977)
- Livre de gâteaux de Delia Smith (1977)
- Cours de cuisine de Delia Smith (3 volumes: 1978, 1979 et 1980)
- One is Fun (1986)
- Cours de cuisine illustré complet (1989)  (ISBN 0-563-21454-6)
- Le Noël de Delia Smith (1990)
- Collection d'été de Delia Smith (1993)
- Collection d'hiver de Delia Smith (1995) (lauréate du prix du livre britannique de l'année 1996).
- Delia's How to Cook — Book 1 (1998) (basé sur la série télévisée)
- Comment cuisiner de Delia - Livre 2 (1999)
- Comment cuisiner de Delia - Livre 3 (2001)
- The Delia Collection (2003) (plusieurs volumes thématiques)
- Jardin potager de Delia: Guide du débutant pour la culture et la cuisson des fruits et légumes (2004)
- La Collection Delia - Puddings (2006)
- Delia's Kitchen Garden (février 2007) (BBC Books -  (ISBN 978-0-563-49373-0))
- Comment tricher à la cuisine (février 2008) ( Ebury Press -  (ISBN 978-0-09-192229-0))
- Joyeux Noël de Delia (octobre 2009)

### Livres religieux
- Un régal pour l'Avent (1983)
- Un régal pour le carême (1983)
- Un voyage dans la prière (1986)
- Un voyage en Dieu (1988)